# Jerzy Fabiszewski
Jerzy Kazimierz Fabiszewski (ur. 7 października 1936 w Tosie, zm. 3 lutego 2024) – profesor Uniwersytetu Przyrodniczego we Wrocławiu (Wydział Nauk Biologicznych i Rolniczych), członek korespondent krajowy Polskiej Akademii Nauk od 1994 roku, członek rzeczywisty tej instytucji od 2007 roku.
Studia wyższe ukończył na Wydziale Nauk Przyrodniczych Uniwersytetu Wrocławskiego. Doktoryzował się w roku 1965 na tymże Uniwersytecie na podstawie rozprawy Porosty Śnieżnika i Gór Bialskich – studium florystyczno-ekologiczne (promotor – prof. Stanisław Tołpa). Habilitował się w roku 1975 w Instytucie Biologii Stosowanej Akademii Rolniczej we Wrocławiu. Profesorem nadzwyczajnym jest od roku 1982, zwyczajnym od 1988.

## Wybrane prace naukowe
Autor lub współautor licznych prac i rozpraw naukowych:
- Associations de lichenes arboricoles dans les forets des Sudetes orientales, 1967, „Vegetatio” 15: 137–165;
- East–Canadian Peat-Bog Ecosystems and the Biological Role of Their Lichens, 1975, „Phytocoenosis” 4: 1–94;
- Rośliny Sudetów. Atlas, 1971, WSiP;
- Fitoindykacja wpływu huty miedzi na środowisko przyrodnicze, 1983, Zakład Narodowy im. Ossolińskich; (współautor);
- Plants Accumulating Heavy Metals in the Sudety Mts, 2009, „Acta Societatis Botanicorum Poloniae”, ol. 75, Nr. 1: 61–68. (współautor).

## Nagrody i odznaczenia
W ciągu swojej kariery zawodowej otrzymał wiele nagród, odznaczeń i wyróżnień:
- Liczne nagrody Ministra Szkolnictwa Wyższego za pracę naukową i działalność dydaktyczną;
- Krzyż Kawalerski Orderu Odrodzenia Polski (1994);
- Złoty Krzyż Zasługi (1990);
- Medal Komisji Edukacji Narodowej (2005);
- Złoty Medal „Zasłużony dla Ochrony Środowiska” (1989);
- Medal Budowniczego Legnicko-Głogowskiego Okręgu Miedziowego (1988);
- Medal „Za Zasługi dla Uniwersytetu Przyrodniczego we Wrocławiu” (2007);
- tytuł doktora honoris causa Uniwersytetu Przyrodniczego we Wrocławiu (2006)[2].